# أداد نيراري الأول
أداد نيراري الأول هو ملك آشور من القرن 13 ق م، حسب قائمة ملوك آشور ذكرت أنه حكم لمدة 32 سنة، من سنة 1295 إلى سنة 1263 ق م. أشير له في قائمة ملوك نصوحي أنه ابن إنليل نيراري لكنه يشك في ذلك، وحكم لمدة 32 سنة، ذكر أنه تحالف مع الكاشيين في بابل ومع الحيثيين لأجل محاربة قبائل الجوتيين. خلفه في الحكم ابن أخيه شلمنصر الأول. ،
في عام 2018 تم اكتشاف كتابة مكررة على أربع قوالب من الآجرات تتكلم عن الاحتفال ببناء قصر ) من قبل الملك الآشوري أدد نيراري الأول (1308‐ 1275 ق.م) في مدينة (كيليزو) تل قصر شمامك في مدينة أربيل وبعد الكثير من البحث، لم يعثر المنقبون على أساسات لقصر الملك أدد نيراري الأول، فقد تم وضعها مباشرة على كتلة طينية من اللبن الآحمر تختلف عن بقية البناء الآشوري الوسيط، وبعد تنظيف الموقع أكتشف المنقبون بأن قصر الملك أدد نيراري الأول كان نتيجة تدخل معماري مكثف من قبل الآشوريين على قصر قديم لأحد الملوك الميتانيين (1475 - 1275 ق.م) كان يعيش في هذه المدينة معاصرا للملك أدد نيراري الأول، من المفترض أنه قصر الملك آريشتني إيني شيريني Irishti-enni Širenni الذي طرده التوسع الآشوري، التسلسل الزمني والأدلة الخزفية تؤكد ذلك.

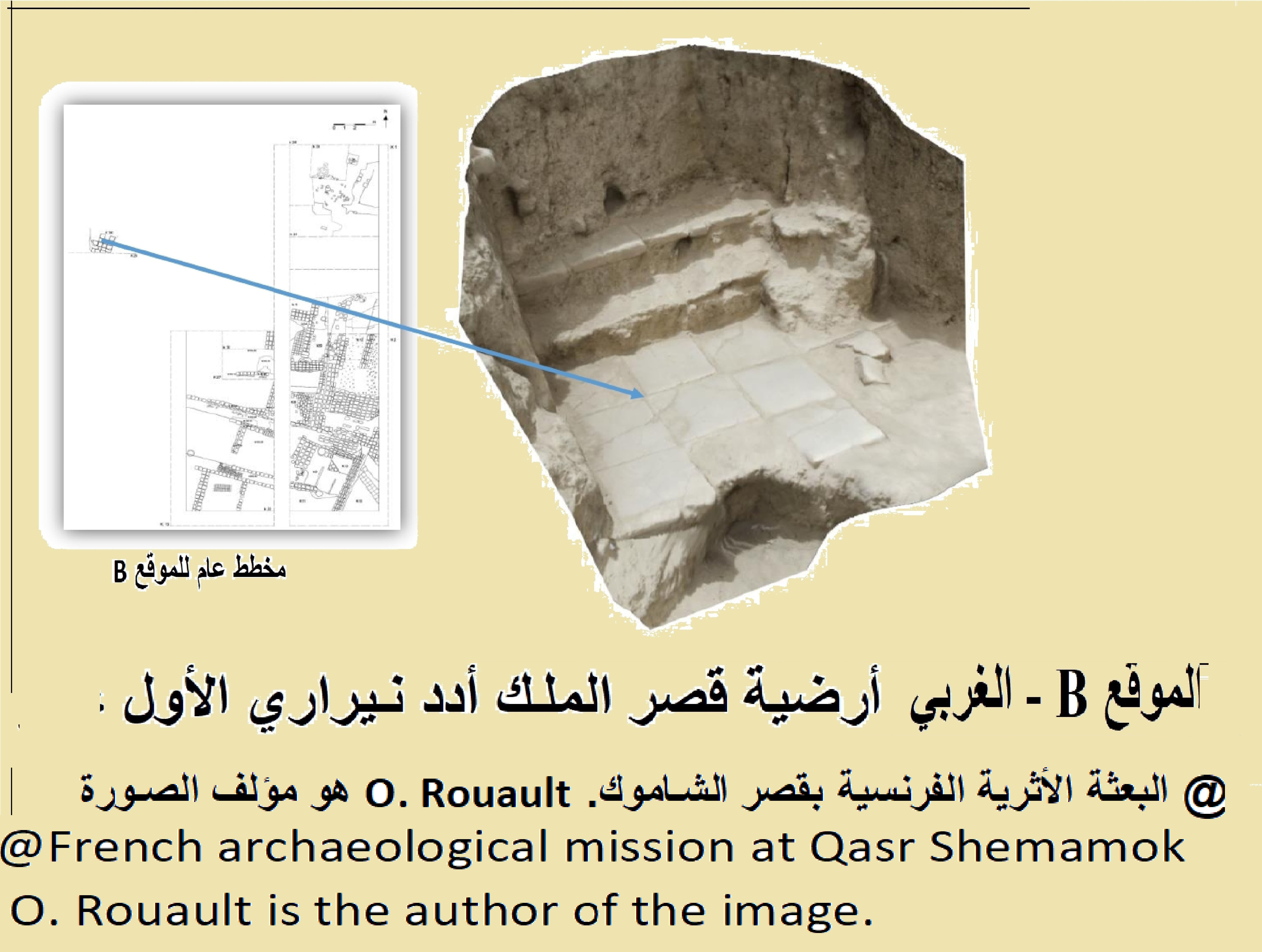
أرضية قصر الملك أدد نيراري الأول عثر عليه في تل قصر شمامك الأثري في أربيل

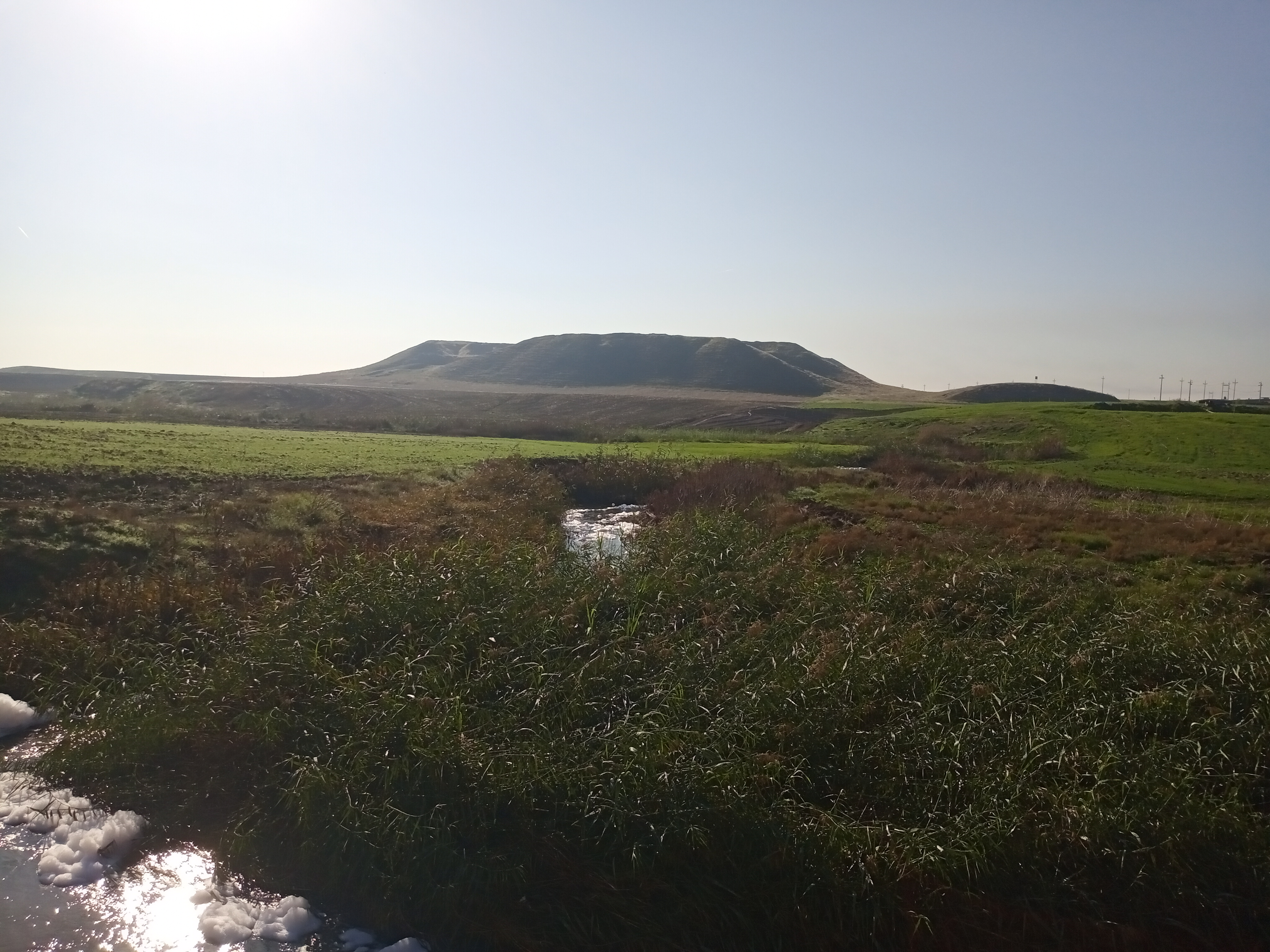
تل قصر شمامك الأثري في أربيل

## نص جديد يعود للملك أدد نيراري الأول (1307-1275ق.م) فيمتحف أربيل الحضاري
عثر على نص مسماري في تل باخجان إحدى التلال الأثرية في أربيل  يعود للملك أدد نيراري الأول، دون اللوح على حجر المرمر بلغت قياساته طولاً 45 سم وعرضاً 30 سم وسمكاً 15 سم وبواقع (51) سطراً إذ نقش على الوجه (١٦) سطراً مسمارياً وعلى الحافة السفلى (7) اسطر ثم يليها القفا الذي احتوى على (١٥) سطرا في حين احتوت الحافة العليا على (7) اسطر مسمارية، وقد ختم كاتب النص في الحافة الجانبية وبواقع (6) اسطر، وقد كتبت العلامات المسمارية بلغة اكدية رصينة بينت إمكانيات الكاتب واسلوبه الكتابي في انتقاء الألفاظ والعبارات المراد ايصالها سواء كانت عائدة للآلهة ام للملك ام لاعداءه وخصومه.
وجه اللوح (1-16):
أدد نيراري الأمير المقدس (النبيل) سمة (مفخرة) الآلهة، ثبت الآلهة في مكانها المقدس، قتل بقسوة قوات الكشيين، الكوتيين، لو- أول- لومي، وشوبارو مشتت جموع الأعداء (في) الأعلى والأسفل، وطيء (داس) بلادهم من لابدو وبلاد رابيقم حتى ابلوخات، مؤسر (ماسك) جموع الناس، موسع الامصار والحدود، الملك الذي جموع الملوك والأمراء، للإله آنو اشور، شمش، أدد وآنانا على اقدامهم سينحنون له، الكاهن الجليل للإله الليل، ابن أركي -دن - إيلي، حاكم الاله انليل، كاهن الاله آشو، قاهر بلاد تروكيين وبلاد نيكمخي حتى حدود (هم) كاملة، كل ملوك الجبال والتلال (حتى) حدود الكوتيين قهر (ت)، اخلامو، سوتو، أورو وبلادهم وسعت (فتحت) الامصار والحدود، حفيد (الملك) أنليل نيراري حاكم الاله آشور، قوات الكشيين نهر وينبوع عداوته يده دحرت، ذرية آشور - أوباليط الملك القوي، كاهن معبد الايكور، اقام وثيقة سلام ملوكيته.

الحافة السفلى (7-1)
في أبعد مكان من سفوح جبالهم العالية، بلاد شوباري أخضعـ (ت)، موسع الأمصار والحدود، حينما البوابة لمعبد الاله آشور سيدي، المقابلة (ل) بوابة قسم اله المدينة وبوابة القضاة التي في السابق قد بنيت، (والتي) تداعت، انحنت (و) اهتزت، ذلك المكان المقدس أزلت، (حتى) أسسه وصلت.
قفا اللوح (١-١٥)
بنيت الحجر الجيري والملاط الذي من مدينة أوباسي (جلبته)، إلى المكان المقدس اعدت ونقشي التذكاري ثبت (اوقفت)، في الأيام المقبلة، الأمير اللاحق، حينما ذلك المكان المقدس سيصبح قديما (و)ينوخ، ليجدد، نقشي التذكاري واسمي المسطر في ذلك المكان المقدس ليعيد، الاله اشور صلواته (لـ) يسمع، الذي يمحو اسمي المسطر (و) يكتب أسمه، أو يسيء لنقشي، إلى التدمير يسلمهم، إلى الظلام يتركهم، في الأرض يطمرهم، في النار يقليهم، إلى الغرق (الماء) يتركهم، إلى بيت المحرمات حيث لا رؤية يدخلهم (و) يثبتهم، أو بسبب هذه اللعنات، (أي) شخص غريب، أجنبي، معادي (يتحدث) لغة أخرى (غربية)، أو أي شيء آخر، يمتنع، يخفي، أو يفكر بأي شيء (أو) ينفذ امرا، الاله آشور، الاله الجليل، ساكن معبد خورساك- كور – كور- را، الاله أنو، الاله انليل، الاله آيا، الآله ننماخ، الآلهة العظيمة، الايكيكي للسماء، والأنوناكي للارض.
```
الحافة العليا: (۱-۷)
 في وضعهم غضباً، ليلقي (ليلعنه) بغضب لعنة شريرة، لتمحي أسمه، ذريته النقية (نسله)، عشيرته من الأرض، (و) ترحل بلاده (تهجر)، ضیاع شعبه وحدوده ليصدر بموجب (الـ)مرسوم (الـ)ثقيل، الاله أدد ليغرق العدو بالماء، الفيضان والريح المدمرة، الفوضى، العواصف الرملية، الجوع، المجاعة، العوز، عسى (تبقى) دائماً في بلاده، ليستقر (في) بلاده الطوفان.
```

```
الحافة اليسرى: (1-6)

إلى تلال وأكوام ليعيد (ها)، الاله أدد ضرب بالسلاح ا لعدو، بلاده ليضر بـ (ها)، شهر موخر _ايلاتي، اليوم العشرون، لمو شلمانو قراد .

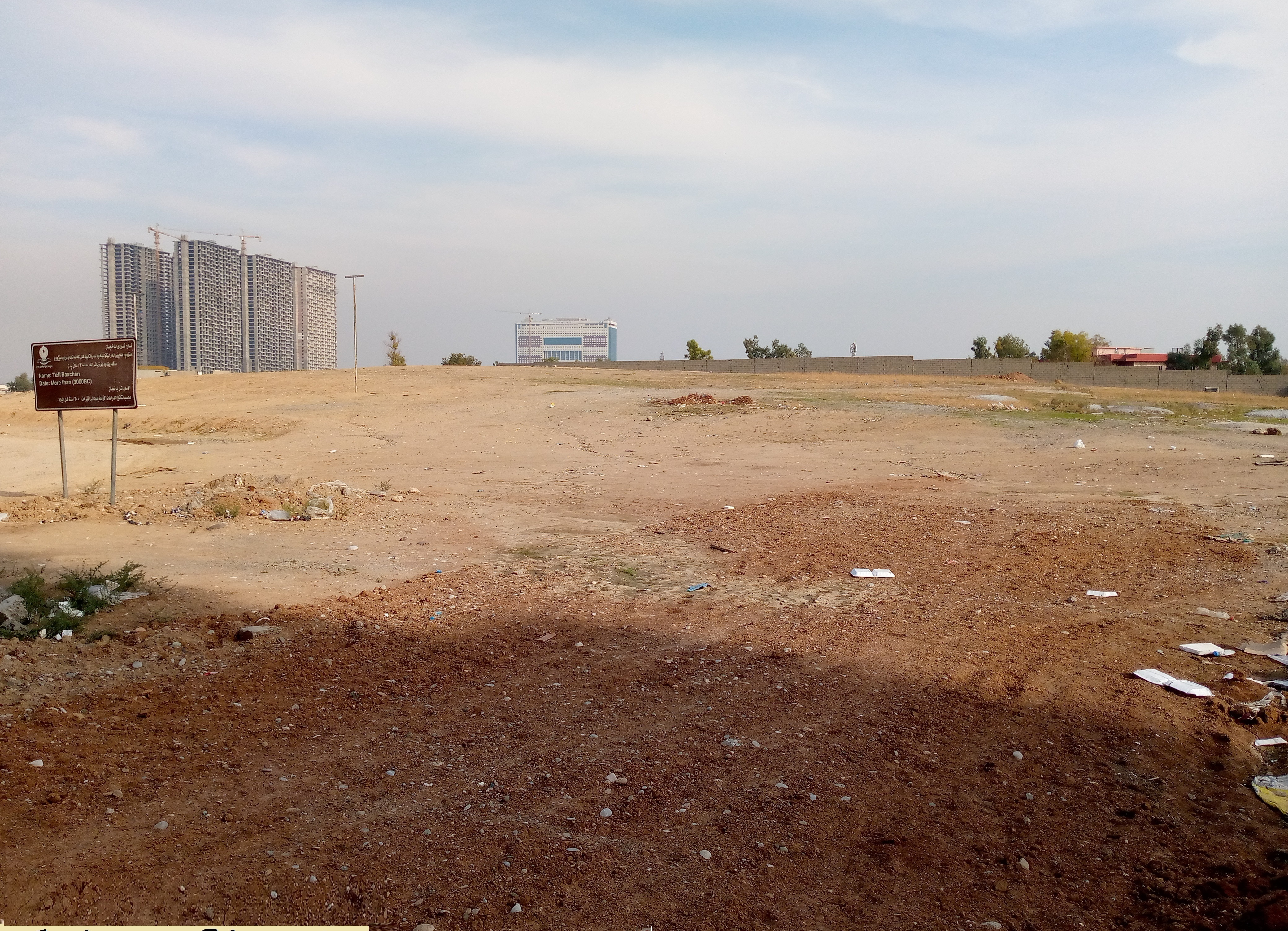
تل باخجان

```

## وصلات خارجية
https://sotkurdistan.net/2022/09/14/تل-قصر-شمامك-الأثري-في-أربيل-جيهان-شير/